# Hans Friedrich von Holstein
Hans Friedrich von Holstein (død 5. september 1737 i København) var gehejmeråd.
Han var søn af Caspar Friedrich von Holstein til Klincken, Möllenhagen og Grabenitz af dennes første ægteskab med Anna Catharine von Knuth. Han var allerede 1721 etatsråd og hofmester hos prinsesse Sophie Hedevig, med hvis hof han samme år flyttede til Vemmetofte. Holstein var kun hofmand, men som sådan sit herskab tro og hengiven, hvorfor han da også blev sat til at være den ene af stiftelsen Vemmetoftes 2 første kuratorer.
I 1714 havde Holstein ægtet Catharine Marie von Schmidtberg (21. januar 1678 – 12. maj 1764), der blev hofmesterinde hos prinsesse Sophie Hedevig, ligesom hendes moder tidligere havde været overhofmesterinde hos samme prinsesse. I 1722 fik Holstein det hvide bånd og blev 1732 gehejmeråd, ligesom hans frue samme år fik ordenen l'union parfaite, og i 1735 udnævntes han til deputeret for Finanserne. Han var dog allerede dengang svag og affældig og døde snart efter, 5. september 1737, i København. Begge er begravet i Sankt Petri Kirke.